# Мультиплекс (кинотеатр)

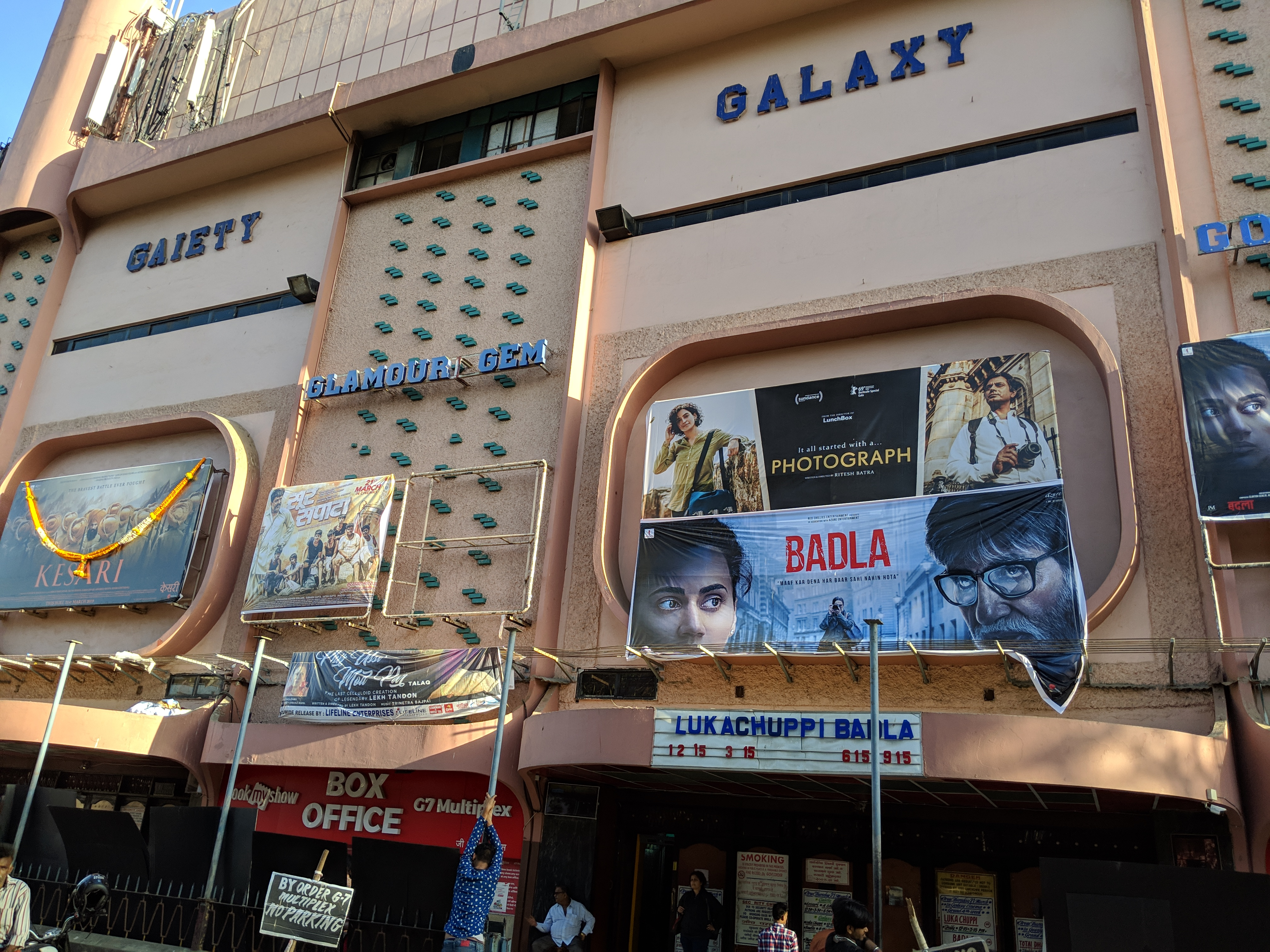
Мультипле́кс

Мультипле́кс (англ. multiplex «сложный, составной») — кинотеатр с несколькими, как правило, тремя или больше кинозалами; комплекс кинотеатров.
Если количество залов превышает 12, такие комплексы называют мегаплексами (megaplex).
Кинозалы, как правило, небольшие, так как основная цель — показ нескольких фильмов одновременно, чтобы привлечь зрителей с разными предпочтениями.
Мультиплекс также, помимо демонстрации кино, может предоставлять иные развлечения, позволяя посетителям получить максимум удовольствия. Для этого в здании кинотеатра могут устраиваться бар или кафе, бильярд, игровые автоматы, боулинг.

## История появления
Изобретателем многозальных кинотеатров считается канадец Нат Тейлор[en], открывший второй зал своего кинотеатра «Элджин»[en] в Торонто 31 декабря 1947 года. Дополнительный малый экран позволял одновременно осуществлять два премьерных показа разных кинокартин.